# Claudy Chapeland
Claudy Chapeland (Levallois-Perret, 27 novembre 1944 – 2 luglio 2021) è stato un attore francese, attivo dal 1950 al 1956 (tra i 6 e i 12 anni d'età).

## Biografia
Attore bambino, gira all'incirca una decina di film fino al 1956. Il ruolo più noto di Claudy è quello di Beppo Bottazzi, uno dei cinque figli di Peppone nel film Il ritorno di don Camillo del 1953, dove recitano anche Enzo Staiola (nella scena del litigio a scuola) e Roberto Loreti, nel ruolo del fratello più piccolo. Non vi sono altri lavori cinematografici oltre il 1956, e quindi si suppone abbia lasciato il cinema dopo quell'anno.

## Filmografia
- 1950 - Nulla è dovuto al fattorino
- 1953 - Il ritorno di don Camillo
- 1954 - Versailles
- 1954 - Tourments
- 1955 - Mademoiselle de Paris
- 1955 - Impasse des vertus
- 1956 - Si Paris nous était conté
- 1956 - Les insoumises
- 1956 - L'ombra sul tetto